# Robe Motor Corporation
Robe Motor Corporation war ein US-amerikanischer Hersteller von Automobilen.

## Unternehmensgeschichte
W. B. Robe hatte bereits mit W. B. Robe & Company Erfahrungen im Automobilbau gesammelt. 1923 gründete er mit finanzieller Hilfe von J. D. Stone das neue Unternehmen. Der Sitz war in Nansemond in Virginia. Das Gebiet gehört heute zu Suffolk. Sie begannen mit der Produktion von Automobilen. Der Markenname lautete erneut Robe. Noch 1923 endete die Produktion. Insgesamt entstanden vier Fahrzeuge.

## Fahrzeuge
Ein Modell mit einem Sechszylindermotor war zwar angekündigt, wurde aber nicht hergestellt. Der Neupreis sollte 895 US-Dollar betragen.
Stattdessen entstanden Wagen mit einem Vierzylindermotor. Der Motor bestand teilweise aus Aluminium. Eine Besonderheit war die Radaufhängung und Federung, die ein Fahren im Gelände ermöglichte. Eine Abbildung zeigt einen offenen Tourenwagen mit Platz für fünf Personen.